# Massacro dell'Università Thammasat
Il massacro dell'Università Thammasat, detto anche massacro del 6 ottobre 1976, fu il risultato della dura repressione da parte della polizia e di gruppi paramilitari dell'estrema destra contro la protesta studentesca che si svolse all'Università Thammasat e nella vicina piazza Sanam Luang di Bangkok, in Thailandia. Gli studenti di vari istituti universitari si erano radunati per protestare contro il ritorno nel Paese del chòm phón (in lingua thai: จอมพล; alto grado dell'esercito simile a feldmaresciallo) Thanom Kittikachorn, ex dittatore e primo ministro in esilio dal 1973.
Secondo fonti di Stato furono quarantasei le vittime del massacro, durante il quale gli aggressori spararono, percossero e mutilarono molti manifestanti. L'allora rettore dell'università, l'economista Puey Ungpakorn, dichiarò che membri della Fondazione Cinese di Benevolenza rivelarono di aver trasportato e cremato più di cento cadaveri.
Il giorno stesso del massacro vi fu un colpo di Stato: una giunta controllata dai militari e capeggiata dal ministro della Difesa, l'ammiraglio Sangad Chaloryu, si impadronì del potere e due giorni dopo pose a capo del governo il presidente della corte suprema Thanin Kraivichien, un convinto anticomunista che non era mai entrato in politica. Nell'anno in cui fu primo ministro, la repressione contro il movimento studentesco e le opposizioni di sinistra fu particolarmente dura.

## Antefatti
La Thammasat fu fondata il 27 giugno 1934 da Pridi Banomyong, che fu anche il primo rettore, conosciuto come il padre della democrazia in Thailandia. Le assegnò il nome 'Università di Scienze Morali e Politiche' in conformità con il fervore che animava il Paese in quegli anni. La linea guida era quella di formare studenti che avessero a cuore la democrazia ed il primo dei principi su cui è stata fondata è quello di garantire al popolo educazione integrale, fino ad allora riservata alla stretta cerchia aristocratica legata alla casa reale. Un movimento per la pace e i diritti civili ostile alla dittatura si era già sviluppato nell'ateneo nei primi anni cinquanta. Da allora gli studenti della Thammasat si erano posti all'avanguardia delle lotte civili nel Paese.
Nell'ottobre 1973, tre giorni di imponenti manifestazioni studentesche avevano costretto il dittatore Thanom Kittikachorn a rassegnare le dimissioni da primo ministro e a rifugiarsi in esilio a Singapore. Il suo posto era stato preso dal giurista e rettore della Facoltà di Legge della Thammasat Sanya Dharmasakti, posto a capo di un governo civile da re Rama IX, che aveva appoggiato la sollevazione. Per la prima volta dal colpo di Stato del 1947, gli alti gradi dell'esercito rimasero ai margini della formazione governativa del Paese. La fazione dell'esercito guidata dal maggior generale Pramarn Adireksarn iniziò a tramare per il ritorno dei militari al potere e vennero formati gruppi paramilitari di estrema destra, che si esercitarono per combattere gli attivisti delle sinistre.
Le nuove elezioni videro il risicato successo del centro-destra e nel febbraio del 1975 il parlamento nominò primo ministro il leader del Partito Democratico Seni Pramoj, ma l'instabilità dovuta all'esiguo margine di seggi portò alle dimissioni di Seni. Fu sostituito dal fratello Kukrit Pramoj del Partito di Azione Sociale, che si pose a capo di una coalizione governativa delle destre. La crisi economica internazionale e l'aumento delle proteste studentesche innescarono un'ondata di scioperi e il malumore degli abitanti delle zone rurali.
Negli anni precedenti, il sud-est asiatico era stato devastato dalla guerra del Vietnam; il ritiro delle forze armate statunitensi e la conseguente caduta di Saigon dell'aprile del 1975 avevano decretato il trionfo dei comunisti in Vietnam, Laos e Cambogia. Le forze armate thailandesi, che per lungo tempo avevano appoggiato gli Stati Uniti nel conflitto, seguivano con preoccupazione l'evoluzione politica nella regione ed i risvolti che aveva nel Paese. La caduta dei regimi conservatori dei tre Stati vicini, in particolare in Laos dove il potere era stato preso nel dicembre del 1975 dai comunisti del Pathēt Lao, avevano avuto un grande effetto sull'opinione pubblica thailandese. Molti temettero che il prossimo obiettivo dei comunisti fosse quello di conquistare il potere in Thailandia e che gli attivisti di sinistra si stessero preparando a tale scopo.
Nell'agosto del 1975, la polizia di Bangkok compì una violenta incursione all'Università Thammasat per protestare contro la debolezza del governo nella lotta contro gli studenti di sinistra. Fu in quegli anni che si svilupparono in Thailandia gruppi armati anticomunisti: oltre 50 000 tra alti ufficiali dell'esercito e conservatori civili si unirono nel movimento ultranazionalista Nawaphon (Forza Nuova), con l'obiettivo di difendere dai rivoluzionari la nazione, la religione ed il re. Il gruppo paramilitare Krating Daeng (Gaur Rossi), la sezione giovanile di Nawaphon, arrivò ad avere 25 000 effettivi, incaricati di sedare i disordini e interrompere gli scioperi. Un altro gruppo con compiti analoghi fu quello dei Luk Sua Chaoban (Scout del Villaggio). Si pensava comunque che un colpo di Stato fosse impossibile, in quanto il primo ministro Kukrit era sostenuto dal generale Boonchai Bamroongpong, un protetto del generale Krit Srivara, che era stato uno degli eroi popolari negli eventi dell'ottobre 1973.
Gli scioperi e le grandi dimostrazioni del gennaio del 1976 sgretolarono la maggioranza parlamentare, e ai vertici delle forze armate molti cominciarono a pensare che fosse necessario un nuovo colpo di Stato. Lo sciopero generale indetto contro l'aumento del prezzo del riso costrinse Kukrit ad accettare le richieste dei sindacati, tra le veementi proteste dei gruppi più radicali delle destre. Una dimostrazione con 15 000 membri nazionalisti del movimento Nawaphon ed il ministro della Difesa Pramarn chiesero al governo di dare le dimissioni in favore dei militari. Alla manifestazione era presente il monaco buddhista Kittivudho, il quale sosteneva che uccidere un comunista non era peccato.
Lo scontro si acuì quando un gruppo di dissidenti del Partito Democratico si ritirò dalla coalizione governativa per schierarsi con le opposizioni di sinistra. Il generale Boonchai pose il veto alla formazione di una coalizione governativa di sinistra, obbligando Kukrit a dissolvere il parlamento e ad indire nuove elezioni fissate per il 4 aprile. La grave instabilità della situazione politica indusse la fazione dell'esercito legata all'ammiraglio Sangad Chaloryu, comandante in capo delle forze armate, a pianificare un colpo di Stato. L'altro progetto di colpo di Stato faceva capo al gruppo guidato da Pramarn, che a sua volta intendeva restaurare il potere militare e che era composto da membri della destra del Partito Democratico, conservatori del partito Nazione Thai ed ufficiali del Comando Operazioni per la Sicurezza Interna, un'unità del Reale Esercito Thailandese impiegata a quel tempo in operazioni di antiguerriglia. Nei mesi che seguirono, le due cospirazioni si svilupparono senza venire a contatto tra loro.
Il Partito Democratico, spalleggiato dagli USA e dal generale Krit Srivara, vinse le elezioni del 1976 ottenendo il 40% dei voti ed il governo fu nuovamente affidato a Seni Pramoj. La campagna elettorale era stata particolarmente violenta, venne funestata da 30 omicidi politici ed il Partito di Pramarn Nazione Thai lanciò lo slogan "la destra uccide la sinistra". Il Partito di Azione Sociale di Kukrit tornò all'opposizione, mentre le sinistre subirono una grande sconfitta. Il generale Krit morì il 28 aprile 1976, una settimana dopo essere stato nominato ministro della Difesa, ed il suo posto fu preso dal generale Tawich Senivansa, alleato di Pramarn.
Fu in questo periodo che Pramarn progettò il rientro dall'esilio del dittatore Thanom, sperando di provocare sommosse popolari che gli sarebbero servite da pretesto per realizzare il colpo di Stato. Seni cercò di scongiurare tale eventualità togliendo l'incarico di ministro della Difesa a Tawich, una mossa ampiamente criticata dal ministro dell'Interno Samak Sundaravej, coinvolto nel complotto di Pramarn, che si dimise il seguente 23 settembre.

### I gruppi paramilitari delle destre
Le milizie delle destre ebbero un ruolo fondamentale nel massacro degli studenti. Furono armate e addestrate in funzione anti-comunista a partire dal 1974 dalla Polizia di Pattugliamento di Frontiera, un'organizzazione paramilitare antiguerriglia affiliata alla Reale Polizia Thailandese e creata negli anni cinquanta con l'assistenza della CIA statunitense. Lo scrittore marxista anglo-thailandese Giles Ji Ungpakorn ha paragonato queste milizie allo squadrismo attivo in Europa negli anni trenta.
Il gruppo Nawaphon (in lingua thai: นวพล, letteralmente: Forza Nuova o Forza Nove) fu fondato nel 1974 da Wattana Kiewvimol, contava su circa 50 000 effettivi e godeva della copertura militare del Comando Operazioni per la Sicurezza Interna. Ebbe il compito di sensibilizzare l'opinione pubblica sui pericoli del movimento studentesco e del comunismo in genere, mediante campagne di stampa, dimostrazioni popolari ecc. Le truppe furono addestrate al College Jittiphawan, un seminario buddhista fondato dal monaco di destra Kittivudho. A Nawaphon furono attribuiti gli omicidi di diversi attivisti di sinistra; il presidente della corte suprema Thanin Kravichien, che sarebbe stato nominato primo ministro dopo il massacro, era uno dei maggiori esponenti di questo movimento.
I Gaur Rossi (in thai: กระทิงแดง, trascritto Krating Daeng) furono fondati nel 1974 dal colonnello del Comando Operazioni per la Sicurezza Interna Sudsai Hasadin, che nel 1981 sarebbe arrivato a ricoprire un'alta carica governativa. Il gruppo arrivò ad avere 25 000 effettivi nel 1975; molti erano studenti in formazione professionale che erano stati protagonisti degli eventi del 1973 al fianco degli studenti di sinistra, dai quali si erano staccati in contrasto con le posizioni comuniste di questi ultimi. I Gaur Rossi, che si autodefinivano Fronte Unito anti Imperialismo Comunista, rappresentavano la divisione giovanile del movimento Nawaphon. Al pari dei Sturmabteilung della Germania nazista, provocarono scontri con gli studenti di sinistra e con i sindacalisti per disturbarne l'attività e disperdere le manifestazioni; nel 1976 avrebbero ucciso 4 studenti lanciando bombe.
Gli Scout del Villaggio (in lingua thai: ลูกเสือชาวบ้าน, trascritto Luk Suea Chaoban) si erano formati nelle zone rurali nel 1954 per contribuire a far rispettare la legge, in particolare segnalando alle autorità l'arrivo nei villaggi di estranei che avrebbero potuto essere guerriglieri comunisti. Nel 1974 furono riformati passando sotto il controllo del Comando Operazioni per la Sicurezza Interna e iniziarono ad operare anche nelle aree urbane, dove furono impiegati per fronteggiare gli attivisti di sinistra. Si diffusero a tal punto da arrivare a contare un membro dell'organizzazione ogni cinque adulti nell'intera Thailandia.

## Il massacro

### Il ritorno di Thanom
L'ex dittatore Thanom Kittikachorn fu richiamato in patria da Samak Sundaravej, membro della destra del Partito Democratico e molto vicino ai vertici dell'esercito e alla casa reale. Al suo arrivo in Thailandia, il 19 settembre, Thanom dichiarò di essere tornato solo per essere vicino al padre che stava morendo. Fu subito ordinato monaco al Wat Bowonniwet, un complesso templare particolarmente vicino alla famiglia reale. La cerimonia fu chiusa al pubblico per evitare disordini e i Gaur Rossi circondarono la struttura per proteggere l'ex primo ministro. Quando il re si recò a visitare Thanom, Seni Pramoj presentò le dimissioni da capo del governo, che furono respinte dal parlamento.

### La protesta studentesca
Gli studenti si riunirono a protestare nella centrale piazza Sanam Luang di Bangkok il 30 settembre, spostandosi poi all'interno della vicina Università Thammasat. Per evitare che si ripetesse l'incursione della polizia dell'anno precedente, la direzione dell'ateneo aveva sospeso gli esami e chiuso la struttura, ma i manifestanti forzarono i cancelli e operarono all'interno un sit-in. Le principali organizzazioni che coordinarono le attività furono il Centro Studentesco Nazionale e la Confederazione Sindacale. Un gruppo di sindacalisti chiese formalmente al governo l'espulsione di Thanom, minacciando uno sciopero generale in caso di rifiuto.
La foto della simulazione di un impiccagione organizzata dai dimostranti fu pubblicata il 5 ottobre sui quotidiani Bangkok Post e Dao Sayam. Lo studente che impersonò il falso impiccato aveva una vaga somiglianza con il figlio del re, il principe Vajiralongkorn, e i dimostranti furono accusati di lesa maestà. In realtà, la messinscena era stata organizzata per protestare contro il linciaggio di due sindacalisti da parte della polizia a Nakhon Pathom, avvenuto il 25 settembre. L'intervento della polizia fu ufficialmente motivato dalla volontà di punire il reato di lesa maestà, ma il rettore dell'università sostenne che avrebbero trovato qualsiasi altro pretesto per iniziare l'attacco. Si sarebbe in seguito appurato che le fotografie pubblicate erano state ritoccate. La sera del 5 ottobre, c'erano 4 000 truppe paramilitari filo-monarchiche fuori dei cancelli della Thammasat, mentre all'interno erano asserragliati circa 2 000 studenti secondo alcune fonti, 4 000 o 5 000 secondo altre.

### L'attacco della polizia e dei gruppi paramilitari
Nella riunione del gabinetto tenuta la mattina del 6 ottobre, il vice-primo ministro Pramarn Adireksarn dichiarò che era arrivato il momento di porre fine una volta per sempre al movimento studentesco. Alle prime ore di quello stesso giorno, le truppe paramilitari iniziarono a sparare dall'esterno contro i manifestanti, usando armi dell'esercito. La Polizia di Pattugliamento di Frontiera bloccò tutte le uscite, un camion abbatté il cancello principale e la polizia e i miliziani si riversarono all'interno dell'istituto alle 11 di mattina. Alcuni studenti che risposero ai colpi di arma da fuoco vennero sopraffatti; la successiva richiesta dei dimostranti per un cessate il fuoco fu ignorata da Chumphon Lohachala, il comandante della polizia, che autorizzò i propri uomini a continuare il massacro.
Gli studenti che si arresero furono costretti a sdraiarsi per terra; alcuni furono bruciati vivi ed altri vennero percossi a morte e impiccati. Quelli che cercarono scampo gettandosi nel vicino fiume Chao Phraya furono bersaglio dei colpi del nemico, che presidiava la zona a bordo di imbarcazioni. La carneficina durò diverse ore e il settimanale statunitense TIME descrisse i fatti come "un incubo di linciaggi e bruciature":
Sempre secondo il TIME, circa 1 000 dimostranti furono arrestati, denudati fino alla cintola (alle donne fu permesso di tenere il reggiseno), fatti strisciare e presi a calci. Secondo altre fonti, molte donne furono violentate sia da vive che da morte dalla polizia e dai Gaur Rossi. Le cifre rese note dal governo thailandese furono di 46 morti e 167 feriti. La stima non ufficiale di oltre 100 morti, fatta dai volontari dell'Associazione di Beneficenza Cinese che portarono via i cadaveri, fu ripresa dal Washington Post nel 2001. Il massacro si protrasse fino a mezzogiorno, quando fu interrotto da un temporale. Vittime delle peggiori barbarie furono, oltre agli studenti e ai sindacalisti, gli operai e i contadini che si erano uniti alla sollevazione.

## Colpo di Stato
I responsabili del massacro e i membri delle organizzazioni che li appoggiavano si recarono nel pomeriggio alla sede del governo, dove chiesero ed ottennero le dimissioni del primo ministro Seni Pramoj. Alle 18:30, il Consiglio Nazionale di Riforma Amministrativa, una giunta controllata dai militari composta da 24 membri e presieduta dall'ammiraglio Sangad Chaloryu, prese il potere. Fu sciolto il parlamento, abolita la costituzione e fu dato il via ad un'ondata di arresti degli attivisti di sinistra.
Sangad era stato nominato da Seni ministro della difesa nel rimpasto di governo del 25 settembre, e tra gli altri membri della giunta vi erano militari che impedirono il golpe della fazione di destra più estrema comandata da Pramarn. Fu evidente che il comandante della polizia nel massacro alla Thammasat, Chumphon Lohachala, fosse al corrente dell'imminente colpo di Stato, senza il quale si sarebbe esposto a un'inevitabile persecuzione giudiziaria.

## Conseguenze

### Ascesa e caduta dei filo-monarchici
Il TIME scrisse che il colpo di Stato fu accolto con sollievo in Thailandia, dopo le preoccupazioni destate dal ritorno di Thanom. Fu simile ad altri colpi di Stato di cui era stato vittima il Paese: la polizia aveva innescato la violenza iniziale ma aveva poi dimostrato la sua incapacità di gestire la situazione, ed era stata sostituita dall'esercito. Secondo il giornalista statunitense Paul Handley, autore della controversa biografia del re di Thailandia The King Never Smiles, nella quale diede un ampio resoconto del massacro, la manipolazione della paura popolare fu evidente con il permesso di tornare concesso dal monarca a Thanom, che si sarebbe rivelata la principale causa dell'esplosione della rabbia studentesca. L'indignazione dei monarchici per la foto che simulava l'impiccagione maturò nello stesso giorno in cui fu pubblicata, ma l'addestramento dei gruppi paramilitari iniziato l'anno prima dimostra come la violenza contro i manifestanti fosse stata pianificata con largo anticipo. Sempre secondo Handley, il principe ereditario distribuì ricompense alle truppe paramilitari quattro giorni dopo il massacro.
L'8 ottobre, la giunta militare nominò primo ministro il presidente della corte suprema Thanin Kraivichien, che formò un esecutivo comprendente personaggi di sua fiducia, tra i quali Samak Sundaravej come ministro dell'Interno. Sangad fu confermato alla Difesa, mentre al recente pensionato ex capo dell'esercito Boonchai Bamroongpong fu affidato l'incarico di vice-primo ministro. Il suo governo fu secondo alcuni osservatori il più repressivo nella storia della Thailandia, migliaia di dissidenti furono arrestati, vennero soppressi partiti e organizzazioni studentesche, la stampa fu sottoposta a una ferrea censura e i membri delle organizzazioni comuniste furono dichiarati passibili di condanna alla pena di morte. La repressione si diffuse particolarmente nelle università, nei mass media e tra gli impiegati della pubblica amministrazione. Fu previsto l'eventuale ritorno alla democrazia secondo un piano di dodici anni.
Molti che avevano aderito alle proteste si unirono alla guerriglia guidata dal Partito Comunista della Thailandia, le cui azioni si intensificarono e si temette di arrivare a una guerra civile. Il malcontento tra la popolazione crebbe e anche gli Stati Uniti espressero preoccupazione per il mancato rispetto per i diritti umani in Thailandia. Questi furono alcuni dei motivi per cui i militari che avevano organizzato il colpo di Stato del 1976 ne organizzarono uno nuovo l'anno dopo, con il quale Thanin fu rimosso e al suo posto divenne primo ministro il più moderato generale Kriangsak Chomanan, che promise un più veloce ritorno alla democrazia. Il piano precedente, che prevedeva 12 anni, fu riproposto dal successore di Kriangsak, Prem Tinsulanonda. In realtà, la Thailandia dovette attendere fino al 1988 per avere il primo capo di governo regolarmente eletto dal popolo dopo il massacro del 1976. Il Partito Comunista della Thailandia iniziò il declino dopo l'invasione della Cambogia nel 1979 da parte del Vietnam, appoggiato dall'Unione Sovietica. Tale evento portò ad una stretta collaborazione fra il governo thai e quello cinese, che interruppe gli aiuti ai comunisti thai.

### Eventi storici relativi al massacro
Fu quello di Thanin il più feroce dei governi filo-monarchici ed anticomunisti nella storia della Thailandia; l'ultranazionalismo cambiò il volto di quasi tutti i segmenti della società thai. Circa 800 attivisti di sinistra delle città si rifugiarono nei vicini paesi comunisti e molti degli studenti che avevano manifestato il giorno del massacro si rifugiarono nella giungla per unirsi alla guerriglia comunista. Iniziò una serie di azioni anti-governative di guerriglia, che avrebbero raggiunto massima intensità all'inizio del 1977. Il rettore dell'università ed ex governatore della Banca di Thailandia Puey Ungpakorn, che aveva preso le parti degli studenti, si salvò dal massacro e scelse l'esilio in Gran Bretagna.
Nessuno dei responsabili del massacro fu mai incriminato, e i membri della giunta godettero di un'amnistia. I moderni libri di storia thailandesi non forniscono resoconti esaurienti sul tragico evento, molti lo ignorano e altri forniscono appena i rapporti stilati dalla polizia sull'accaduto. Altri ancora descrivono il massacro come il frutto di un'incomprensione tra polizia e manifestanti, e quelli che forniscono i dettagli più accurati, presentano versioni meno drammatiche di quanto successe quel giorno. L'Università Thammasat ricorda tuttora ogni anno l'anniversario del massacro distribuendo giornali che mostrano le atrocità e riportano testimonianze di ex alunni presenti alla carneficina. Un monumento alla memoria è stato eretto nel campus dell'ateneo dove si svolsero i fatti.
Negli anni duemila, Samak Sundaravej si sarebbe riciclato come alleato del primo ministro Thaksin Shinawatra e sarebbe a sua volta diventato capo del governo nel 2008. In un'intervista televisiva alla CNN che concesse come premier della Thailandia, dichiarò che solo uno studente morì accidentalmente nell'attacco poliziesco del 1976, e minimizzò le proprie responsabilità sull'accaduto. Il morto a cui si riferì era l'artista Manas Siensingh, che fu estratto da un mucchio di corpi e mutilato nel tripudio dei presenti.
Una foto del massacro, in cui il cadavere impiccato di un manifestante viene percosso con una sedia da un miliziano, compare nella copertina del singolo Holiday in Cambodia del gruppo punk statunitense Dead Kennedys. La vittima era uno studente del secondo anno della vicina Università Chulalongkorn. Il sito internet doct6.com, scritto in thailandese, commemora il luttuoso evento con un'ampia documentazione sui fatti accaduti.